# Célestin Freinet

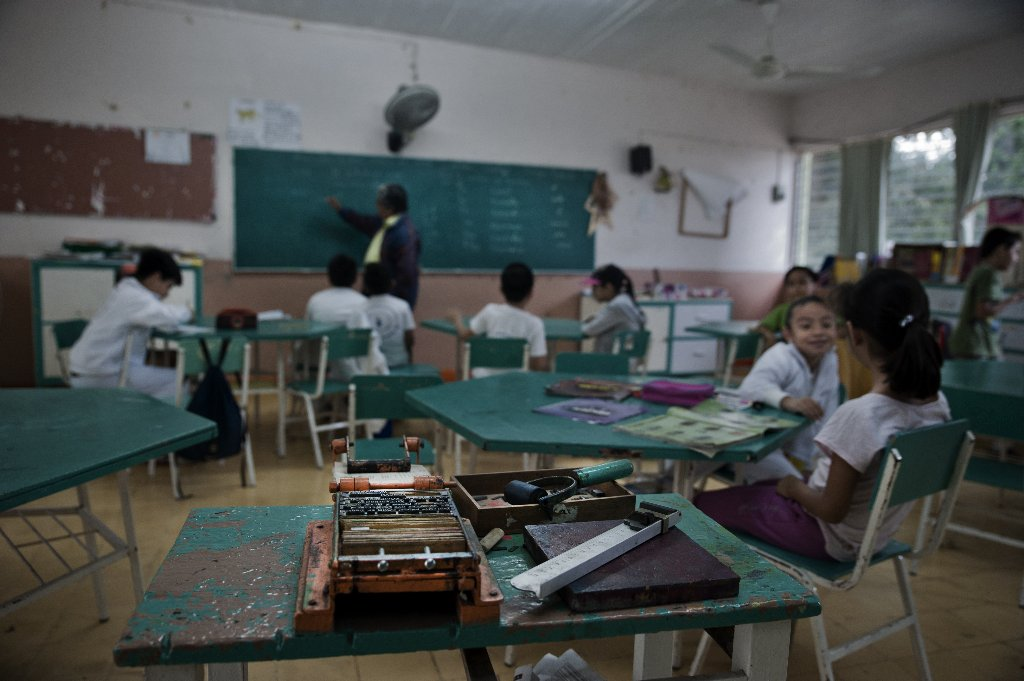
Ús de la "impremta Freinet" a la Escuela Experimental Freinet, de San Andrés Tuxtla, Veracruz, Mèxic, l'any 2013

Célestin Freinet (Gars, País Niçard, 16 d'octubre de 1896 - Vença, Provença, 8 d'octubre de 1966) va ser un pedagog francès, involucrat en el moviment de l'Escola Nova i creador d'un mètode pedagògic propi.
Va idear i desenvolupar, conjuntament amb la seva companya Élise Freinet, una pedagogia rigorosa basada en tècniques innovadores: pla de treball, producció de textos lliures, ús de la impremta escolar, individualització de la feina, enquestes i conferències, tallers d'expressió-creació, correspondència entre escoles, educació corporal, reunions cooperatives... Va experimentar la seva concepció pedagògica inicialment a l'Escola de Bar-sur-Loup i a partir de 1935 mitjançant la fundació d'una escola a Vença.
A Catalunya el moviment Batec va difondre les idees pedagògiques de Freinet.

## Biografia
Freinet va néixer el 1896 al petit poble de Gars, a la regió francesa dels Alps Marítims. Fill d'una família pagesa, col·laborava a les feines del camp mentre estudiava a Grasse (escola primària superior). El 1913 va ingressar a l'Escola Normal d'ensenyants de Niça. En iniciar-se la Primera Guerra Mundial és mobilitzat com a oficial d'infanteria i a la batalla de Verdun serà ferit, afectant-li els pulmons i quedant convalescent durant 4 anys a l'hospital. L'any 1920 s'incorpora com a mestre adjunt a Bar-sur-Loup, a la seva regió. Mentre es prepara per a l'examen d'inspector de primària llegeix Marx, Lenin i també l'obra d'Adolphe Ferrière L'école active (L'escola activa) que li reforça la vocació d'ensenyant. El seu problema pulmonar fa que miri de no haver de fer explicacions llargues i així busca fer recaure l'aprenentatge en el paper actiu de l'alumne, creant una sèrie de tècniques i mètodes per fer-ho possible; també fa classes-passeig fora de l'escola i això li permet observar la riquesa de les experiències educatives dels infants fora d'una disciplina escolar que no comprenen. El 1922 és nomenat professor de l'Escola Primària Superior de Brignoles, però hi xoca amb uns mètodes autoritaris i repressius que aboquen els infants a l'avorriment i el desinterès. Decebut pel seu funcionament torna a Bar-sur-Loup i, amb la inquietud d'aplicar una pedagogia diferent participa el 1923 al II Congrés de la Lliga Internacional per a la Nova Educació, a Montreux, on coneixerà Férrière a més d'Édouard Claparède i Pierre Bovet, entre d'altres.
A partir de llavors s'integra en el moviment de l'Escola Nova i l'Escola Activa, especialment preocupat pel desenvolupament de metodologies i mitjans per dur-la a terme. Treballa el text lliure amb els seus alumnes i comença a assajar la correspondència interescolar amb l'escola de Sant Felip de Trégunc, de Robert Daniel. A partir d'aquestes experiències escriurà No als llibres de text. L'any 1925 viatja a la Unió Soviètica. El 1926 es casa amb Elise i també és l'any en què comencen l'experiència d'utilitzar la impremta amb els seus alumnes per produir publicacions que exposarà l'any següent al llibre La impremta a l'escola. Sempre busca compartir i difondre les experiències perquè entén que les innovacions no poden quedar aïllades i que cal que la renovació s'estengui per l'escola pública amb tots els seus condicionants socials i polítics. Durant aquests anys aglutina els seus seguidors, que l'any 1927 faran una trobada de 30 persones a Tours i crearan la Cooperativa de l'Ensenyament Laic (CEL), encarregada del desenvolupament dels materials que permeten seguir el seu mètode, en una altra trobada a Canes l'octubre del mateix any. El moviment es dota de les revistes La Gerbe i Enfantines així com del butlletí mensual La Impremta a l'Escola que el 1931 passarà a anomenar-se L'éducateur prolétarien. L'any 1928 Freinet comença a treballar a Saint Paul de Vença i és l'any que fan un congrés a París, el seguirà un congrés el 1929 a Besançon quan la CEL ja té 200 socis, el 1930 a Marsella i el 1931 a Llemotges. L'agost de 1932 la CEL publica el primer fascicle de la seva Biblioteca de Treball (BT) i a principis d'agost celebra el seu IV Congrés a Bordeus. El 1933 Freinet es fa càrrec de l'escola pública de Vença. Quan celebren el seu congrés a Angers el 1935 la CEL ja té prop de mil socis.
A causa de la seva ideologia comunista i vinculació sindicalista, Freinet serà expulsat de l'escola pública l'any 1935 i es veurà obligat a fundar una escola privada a Vença. El 1936 Freinet s'adhereix al Front Popular i participa en l'acollida d'infants que fugen de la Guerra Civil espanyola. L'any 1940, amb la invasió de França per part de les forces de l'Alemanya nazi, la CEL és dissolta i el 20 de març Freinet és empresonat al Camp de concentració de Sant Maximí i després al de Sant Suplici de Tarn, on estarà fins al 29 d'octubre de 1941, en què se'l deixa sota llibertat vigilada i se li assigna domicili a Vallouise. Llavors s'incorpora al maquis de Béassac, el qual dirigirà a partir de maig de1944, formant part del Comitè d'Alliberament del Departament de Gap. Acabada la guerra, el 1945, es reorganitzarà la CEL, creant l'Institut Cooperatiu de l'Escola Moderna (ICEM) i, per a la coordinació internacional, l'any 1957, es crea a Brusseles la Federació Internacional de Moviments de l'Escola Moderna. Freinet escriu en aquest moment "Per a l'escola del poble" on recull les seves propostes amb el propòsit de donar recursos pràctics als mestres que volen renovar l'escola.
El 6 d'octubre de 1966 morirà a Vença i serà enterrat a Gars.

## Conceptes clau de la pedagogia de Freinet
Freinet va concebre una pedagogia original, basada en l'expressió lliure dels infants: text lliure, dibuix lliure, correspondència interescolar, impressió i periodisme escolar, etc., a la qual ha restat associada el seu nom, tot i que ha donat origen a derivacions no sempre reconegudes pel mateix autor. Freinet pensava la pedagogia per damunt de tot en termes d'organització de la feina i de cooperació i els conceptes clau del seu pensament són els següents: 
- Pedagogia del treball (pédagogie du travail): l'alumnat ha de ser encoratjat a aprendre tot creant productes i proveint serveis.
- Aprenentatge basat en investigacions (tâtonnement expérimental): Feina basada en treball en equip i en el mètode assaig - error, o tempteig experimental.
- Aprenentatge cooperatiu (travail coopératif): l'alumnat ha de cooperar en el procés de producció.
- Centres d'interès (complex d'intérêt): els punts de partida de l'aprenentatge dels infants són els seus interessos i la seva curiositat natural.
- El mètode natural (méthode naturelle): la mainada aprèn de debò emprant les seves experiències reals.
- Democràcia: els infants aprenen a assumir responsabilitats en la seva pròpia feina i vers la comunitat, practicant estratègies d'organització democràtica.

### Principals idees i aportacions
| «         | “L'escola no ha de desinteressar-se de la formació moral i cívica dels xiquets i xiquetes, perquè aquesta formació no és només necessària, sinó imprescindible, ja que sense ella no hi pot haver una formació autènticament humana”. | » |
| — Freinet | |   |

Va plasmar en l'escola els principis d'una educació per al treball i d'una pedagogia moderna i popular. Les seues teories i aplicacions beuen de l'Escola Nova, però adquireixen un caràcter democràtic i social.
Estipula, com a base psicològica de la seua proposta educativa, la idea de "tempteig experimental", considera que els aprenentatges s'efectuen a partir de les pròpies experiències, de la manipulació de la realitat que poden realitzar els xiquets, de l'expressió de les seues vivències, de l'organització d'un context (d'un ambient) en el qual els alumnes puguen formular i expressar les seues experiències.
Una altra consideració és la funcionalitat del treball, crear institucions que impliquen que el treball escolar tinga un sentit, una utilitat, una funció.
Una altra de les aportacions és el principi de cooperació, el qual exigeix la creació d'un ambient en l'aula en el qual existisquen elements mediadors en la relació mestre–alumne. Cooperació entre alumnes, alumnes–mestres i entre mestres; aquesta última amb la finalitat de compartir experiències i dialogar, posant en comuna els problemes i les possibles solucions, sempre amb l'objectiu de millorar les condicions de l'escola popular.
Així l'organització de l'aula ha de considerar la participació dels alumnes en la construcció dels seus coneixements. La construcció pràctica d'aqueix ambient educatiu es realitza per mitjà de tècniques que es caracteritzen per potenciar el treball de classe sobre la base de la lliure expressió dels xiquets en un marc de cooperació.
Freinet també era un defensor de l'esperanto com a eina educativa, idea que va ser compartida pels seus seguidors. Així, cal destacar també la relació estreta entre el moviment Freinet i aquesta llengua auxiliar a l'hora de fomentar les relacions interescolars internacionals.